# Ed a pris son déjeuner
Série
La Bataille pour Mohacs
(2004)
Pour plus de détails, voir Fiche technique et Distribution.
Ed a pris son déjeuner (Ede megevé ebédem) est un film hongrois réalisé par Miklós Jancsó et István Márton, sorti en 2006. Il s'agit du sixième film du réalisateur mettant en scène les personnages de Kapa et Pepe.
Le titre du film vient d'une phrase donnée en exerice dans un manuel de dactylographie.
Il s'agit du sixième film de Miklós Jancsó mettant en scène les personnages de Kapa et Pepe.

## Synopsis
Lors de plusieurs séquences, Kapa et Pepe réfléchissent sur le sujet du capitalisme en Hongrie. Plusieurs aventures leur arrivent et ils se retrouvent dans une famille de mafieux milliardaires, sont mêlés à la mise en place la première prison privée hongroise, ouvrent une école de cuisine...

## Fiche technique
- Titre : Ed a pris son déjeuner
- Titre original : Ede megevé ebédem
- Réalisation : Miklós Jancsó et István Márton
- Scénario : Gyula Hernádi et Miklós Jancsó
- Photographie : Nyika Jancsó
- Montage : Zsuzsa Csákány et Dávid Jancsó
- Production : Gábor Garami et Ildikó Kovács
- Société de production : Cinema Film
- Pays :  Hongrie
- Genre : Comédie
- Durée : 90 minutes
- Dates de sortie : 
  - Hongrie : 12 octobre 2006

## Distribution
- Zoltán Mucsi : Kapa
- Péter Scherer : Pepe
- Balázs Galkó : Lelkész
- Péter Halász : Péter